# Basílica de San Vitale
La basilica de San Vitale és una església de la ciutat de Roma, al rione Monti, a la via Nazionale. El nom complet de la basílica és "Santi Vitale e Compagni martiri in Fovea".

## Història
És una església que té el seu origen en un oratori que data del segle iv i dedicada a sants Gervasi i Protasi, màrtirs milanesos, fills de Sant Vidal. Cap al final del segle, la pietosa llevadora Vestina deixà tots els seus béns a l'oratori, que es va remodelar en una basílica de tres naus i consagrada pel Papa Innocenci I el 402. Els sacerdots del titulus Vestinae signaren les actes del sínode romà del 499, mentre que a la signatura del sínode de 595 apareix el nom titulus Sancti Vitalis. Va ser renovada i equipada amb rics regals del Papa Lleó III (795-816), restaurada de nou en els temps medievals, i completament remodelada pels papes Sixt IV (1475) i Climent VIII (1595): les últimes intervencions reduïren l'església a una sola nau, en lloc de les tres originals, i van fer que el pòrtic desaparegués.
En 1859 Pius IX va ordenar la construcció de la característica escala d'accés a causa de l'augment de l'alçada de la calçada després de la construcció de la Via Nazionale. Les obres de restauració dutes a terme entre 1937-38 van ser reintegrats al porxo.
El títol de cardenal, abolit el 1595, va ser restaurada pel Papa Lleó XIII el 1880, i el mateix papa erigí la basílica en parròquia el 1884.

## Art i arquitectura
La façana té un pòrtic, de període paleocristià, amb cinc arcs sobre columnes amb capitells del segle v, a la qual va correspondre en el passat cinc a la façana, avui emparedada. El portal compta amb una inscripció i l'escut d'armes de Sixt IV, i portes de fusta preciosa tallada a principis del segle xvii.
L'interior és d'una sola nau amb absis, i va ser restaurada el 1859, mentre que més recentment (1934) ho foren el pis i el sostre de fusta. Als laterals hi ha quatre altars, dos per banda, provinents de l'església del segle v. Al creuer hi ha frescos d'Agostino Ciampelli que representen «La lapidazione ed il martirio di san Vitale». Altres frescs que representen «storie di martiri e profeti» són de Tarquinio Ligustri i d'Andrea Commodi.
Per sobre de l'entrada hi ha un cor sostingut per dues columnes corínties, que acull un orgue de tubs construït el 1931 pels Fratelli Schimicci. L'instrument té dos teclats manuals i pedal i té una transmissió pneumàtico-tubolar:
| Primer teclat - Grand'Organo |        |
| Principale                   | 16'    |
| Principale                   | 8'     |
| Dulciana                     | 8'     |
| Flauto armonico              | 8'     |
| Unda Maris                   | 8'     |
| Ottava                       | 4'     |
| XV                           | 2'     |
| XIX                          | 1.1/3' |
| Ripieno                      | 6 file |
| Tuba                         | 16'    |
| Tromba                       | 8'     |

| Segon teclat - Espressivo |    |
| Eufonio                   | 8' |
| Bordone                   | 8' |
| Violino                   | 8' |
| Viola da Gamba            | 8' |
| Concerto Viole            | 8' |
| Principalino              | 4' |
| Flauto                    | 4' |
| Oboe                      | 8' |
| Tremolo                   |    |

| Pedal        |     |
| Contrabbasso | 16' |
| Bordone      | 16' |
| Violoncello  | 8'  |
| Basso        | 8'  |
| Bombarda     | 16' |

| Unions i acopplaments |         |
| Grave                 | II      |
| Sopra                 | I       |
| Sopra                 | II al I |
| Grave                 | II al I |
| Grave                 | II      |
| Sopra                 | I       |
| Unione                | II-I    |
| Unione                | I-P     |
| Unione                | II-P    |

## El títol cardenalici
L'església titular de Santi Vitale, Valeria, Gervasio e Protasio in Vestina es va establir el 16 de desembre de 1880 pel Papa Lleó XIII, ressuscitant l'antic títol de Vestinae, que havia estat establert sota el pontificat d'Innocenci I, gràcies a la generositat d'una rica llevadora romana anomenada Vestina. D'acord amb el catàleg de Peter Mallio, elaborat sota el pontificat del papa Alexandre III, el títol estava col·legiat a la basílica de Santa Maria la Major i els seus sacerdots celebraven missa al seu torn.
En 1596, quan l'església estava en ruïnes, el títol va ser suprimit pel papa Climent VIII, sent recuperat gairebé tres segles després, el 1880, pel Papa Lleó XIII.

### Cardenals titulars
- Giovanni Castroceli, O.S.B. (18 de setembre de 1294 - 22 de febrer de 1295 mort)
- Vacant (1295 - 1305)
- Pierre de la Chapelle Taillefer (15 de desembre de 1305 - de desembre de 1306 nomenat cardenal bisbe de Palestrina)
- Vacant (1306 - 1312)
- Jacques d'Euse (23 de desembre de 1312 - 1313 nomenat cardenal bisbe de Porto i Santa Rufina, posteriorment elegit Papa Joan XXII)
- Vacant (1313 - 1320)
- Bertrand de La Tour, O.Min. (20 de desembre de 1320 - juny de 1323 nomenat cardenal bisbe de Frascati)
- Vacant (1323 - 1327)
- Jean-Raymond de Comminges (18 de desembre de 1327 - 1331 nomenat cardenal bisbe de Porto i Santa Rufina)
- Vacant (1331 - 1342)
- Élie de Nabinal, O.Min. (20 de setembre de 1342 - 13 de gener de 1348 mort)
- Niccolò Capocci (17 de desembre de 1350 - 1361 nomenat cardenal bisbe de Frascati)
- Vacant (1361 - 1371)
- Guillaume de Chanac, O.S.B. (30 de maig de 1371 - 21 de novembre de 1383 nomenat cardenal bisbe de Frascati)
  - Jean de Murol (17 de juliol de 1385 - 10 de febrer de 1399 mort), pseudocardenal de l'antipapa Climent VII
- Peter von Schaumberg (8 de gener de 1440 - 12 d'abril de 1469 mort)
- Vacant (1469 - 1473)
- Ausias Despuig (17 de maig de 1473 - 12 de desembre de 1477 nomenat cardenal bisbe de Sabina)
- Cristoforo della Rovere (12 de desembre de 1477 - 1 de febrer de 1478 mort)
- Domenico della Rovere (10 de febrer de 1478 - 13 d'agost de 1479 nomenat cardenal prevere de San Clemente)
- Ferry de Clugny (de juny de 1480 - 7 d'octubre de 1483 mort)
- Joan Margarit i Pau (15 de novembre de 1483 - 17 de març de 1484 nomenat cardenal prevere de Santa Balbina)
- Vacant (1484 - 1489)
- Giovanni Conti (9 de març de 1489 - 20 d'octubre de 1493 mort)
- Vacant (1493 - 1496)
- Raymond Pérault, diaconia pro illa vice (1496 - 29 d'abril de 1499); in commendam (29 d'abril de 1499 - 5 de setembre de 1500 mort)
- Jaime Serra i Cau (5 d'octubre de 1500 - 28 de juny de 1502 nomenat cardenal prevere de San Clemente)
- Giovanni Stefano Ferrero (28 de juny de 1502 - 22 de desembre de 1505 nomenat cardenal prevere dei Santi Sergio e Bacco)
- Antonio Ferrero (17 de desembre de 1505 - 1 d'agost de 1507 renuncià)
- René de Prie (7 de novembre de 1509 - 17 de març de 1511 nomenat cardenal prevere de Santa Sabina)
- Antonio Maria Ciocchi del Monte (17 de març de 1511 - 14 de juliol de 1514 nomenat cardenal prevere de Santa Prassede)
- Vacant (1514 - 1517)
- Francesco Conti (6 de juliol de 1517 - 29 de juny de 1521 mort)
- Vacant (1521 - 1528)
- Marino Grimani (7 de febrer de 1528 - 3 de març de 1533 nomenat cardenal prevere de Santa Maria in Trastevere)
- Esteban Gabriel Merino (3 de març de 1533 - 5 de setembre de 1534 nomenat cardenal prevere de Santi Giovanni e Paolo)
- Giovanni Fisher (31 de maig de 1535 - 22 de juny de 1535 mort)
- Gasparo Contarini (19 de setembre de 1535 - 15 de gener de 1537 nomenat cardenal prevere de Santa Balbina)
- Giovanni Maria Ciocchi del Monte (15 de gener de 1537 - 11 d'octubre de 1542 nomenat cardenal prevere de Santa Prassede, posteriorment elegit papa Juli III)
- Giovanni Girolamo Morone (16 d'octubre de 1542 - 25 de febrer de 1549 nomenat cardenal prevere de Santo Stefano al Monte Celio)
- Filiberto Ferrero (10 de maig de 1549 - 14 d'agost de 1549 mort)
- Giovanni Ricci (4 de desembre de 1551 - 30 de gener de 1566 nomenat cardenal prevere de Sant'Angelo in Pescheria)
- Luigi Pisani (8 de febrer de 1566 - 2 de juny de 1568 nomenat cardenal prevere de San Marco)
- Luigi Cornaro (2 de juny de 1568 - 9 de febrer de 1569 nomenat cardenal prevere de San Clemente)
- Gaspar Cervantes de Gaete (9 de juny de 1570 - 16 de juny de 1570 nomenat cardenal prevere de San Martino ai Monti)
- Pierdonato Cesi (16 de juny de 1570 - 28 de maig de 1584 nomenat cardenal prevere de Sant'Anastasia)
- Costanzo Torri da Sarnano, O.F.M.Conv. (14 de gener de 1586 - 20 d'abril de 1587 nomenat cardenal prevere de San Pietro in Montorio)
- Antonio Maria Sauli (15 de gener de 1588 - 14 de gener de 1591 nomenat cardenal prevere de Santo Stefano al Monte Celio)
- Vacant (1591 - 1596)
- Títol suprimit (1596-1880)
- Andon Bedros IX Hassoun (16 de desembre de 1880 - 28 de febrer de 1884 mort)
- Guglielmo Massaia, O.F.M.Cap. (13 de novembre de 1884 - 6 d'agost de 1889 mort)
- Albin Dunajewski (4 de juny de 1891 - 18 de juny de 1894 mort)
- Vacant (1894 - 1902)
- Jan Maurycy Paweł Puzyna de Kosielsko (9 de juny de 1902 - 8 de setembre de 1911 mort)
- Vacant (1911 - 1914)
- Louis Nazaire Bégin (28 de maig de 1914 - 19 de juliol de 1925 mort)
- Vicente Casanova y Marzol (17 de desembre de 1925 - 23 d'octubre de 1930 mort)
- Vacant (1930 - 1935)
- Karel Boromejský Kašpar (19 de desembre de 1935 - 21 d'abril de 1941 mort)
- Manuel Arce y Ochotorena (22 de febrer de 1946 - 16 de setembre de 1948 mort)
- Benjamín de Arriba y Castro (29 d'octubre de 1953 - 8 de març de 1973 mort)
- Vacant (1973 - 1977)
- František Tomášek (27 de juny de 1977 - 4 d'agost de 1992 mort)
- Adam Joseph Maida, des del 26 de novembre de 1994